# Карл Генріх Купфер
Карл Генріх Купфер (нім. Carl Heinrich Kupffer; 1 (12) грудня 1789—11 (23) січня 1838) — балто-німецький фізик в Російській імперії. Викладач Ніжинського ліцею князя Безбоородька.

## Біографія
Народитися 1 (12) грудень 1789 року в родині мітавського купця. Після закінчення Мітавської гімназії навчався на богословському факультеті Дерптського університету (1806—1809). Потім навчався в Берліні, в Прусській школі архітектури (1809—1811).
У 1813 році отримав ступінь доктора філософії в Дерптському університеті, а в 1819 році став у ньому доцентом. Із грудня 1820 Купфер викладав математику в Ревельській гімназії (у 1823—1835 роках — старший викладач). За відомостями його біографа, К. М. Сементовського, видавав у Ревелі математичний журнал російською мовою, про який, однак, немає відомостей ні в одному з бібліографічних списків. У 1833 році був проведений в колезькі радники.
У вересні 1835 року Купфер був призначений професором чистої математики в Ніжинський ліцей князя Безбородька, де йому довелося викладати російською мовою. Не обмежуючись читанням лекцій з вищої математики він викладав за дорученням начальства, на першому курсі — мінералогію, на п'ятому і шостому математичних класах — нижчі частини математики, а понад те тимчасово, в шостому класі, географію. У червні 1837 року ліцейське начальство доручило Купферу привести в порядок основну бібліотеку, яка постраждала від пожежі в 1836 році; займаючись організацією бібліотеки, він застудився і 11 (23) січень 1838 року помер.
Купфер надрукував: «Dissertatio inauguralis de summatione serierum secundum datam legem differentiatarum» (Мітава, 1813) і «Versuch einer Methode, durch welche sich bestimmen liesse, ob und in welcher Anzahl eine gegebene allgemeine algebraische Gleichung, von welchen Grade Sie auch sei Imiginäre Wurzeln habe nebst einer Untersuchung über die allgemeine form völlig entwickelter vielgliederiger Funktionen» (Дерпт, 1819).